# Francesco Amoni
Francesco Amoni (Gualdo Tadino, 20 gennaio 1984) è un cestista italiano.